# Crotalaria bahiaensis
Crotalaria bahiaensis är en ärtväxtart som beskrevs av Donald Richard Windler och S.G.Skinner. Crotalaria bahiaensis ingår i släktet sunnhampor, och familjen ärtväxter. Inga underarter finns listade i Catalogue of Life.